# بلفور بيتي
بلفور بيتي المساهمة العامة المحدودة (بالإنجليزية: Balfour Beatty)‏ هي مجموعة للبنية تحتية متعددة الجنسيات، تقع في المملكة المتحدة، بقدراتها في تقديم خدمات البناء، وخدمات الدعم، والإستثمارات في البنية التحتية. تقع أشغال بلفور عبر المملكة المتحدة، وإيرلندا، والولايات المتحدة، وكندا، وجنوب غرب آسيا.
قيمت بلفور بيتي في سبتمبر 2018 كأكبر متعاقد بناء في المملكة المتحدة بسبب دورة المبيعات والربح.

## التاريخ

### السنوات الأولى
تأسست الشركة عام 1909 برأس مال 50,000 جنيه إسترليني. كان المسؤولين الرئيسيين هما جورج بلفور الذي كان ميكانيكي مؤهل ومهندس كهرباء، وأندرو بيتي الذي كان محاسباً. تقابل الاثنان خلال عملهما في فرع لندن لمهندسي نيويورك، شركة جاي جي وايت. في البداية تعاقدت الشركة على إنشاء "الترام"، وكان أول تعاقد هو إنشاء ترام دنفيرملاين آند ديسترك.